# Gustav Paulig
Gustav Wilhelm Paulig, född 20 juli 1850 i Fria hansastaden Lübeck i Tyska förbundet, död 9 februari 1907 i Helsingfors i Storfurstendömet Finland, var en tyskfödd affärsman och grundaren till Pauligs kafferosteri. Paulig flyttade till Finland år 1871. 

## Biografi
Gustav Paulig, son till en trädgårdsmästare i Lübeck, flyttade till Finland år 1871 för att arbeta som kontorist för Nokia AB:s träsliperi i Tammerfors. Hos Nokia lärde Paulig sig finländska handelsseder och snart flyttade han till Helsingfors för att starta en egen verksamhet. Paul Sinebrychoff, grundaren av Sinebrychoffs bryggeri, lånade pengar åt Paulig vilka han använde för att öppna sin egen affär.
År 1876 grundade Gustav Paulig en firma i Helsingfors som importerade kaffe och kryddor till Finland. Företaget började också rosta kaffe och sedan 1904 har Pauligs färdigrostat kaffe varit företagets specialitet. Tidigare behövde kunden själv rosta och mala kaffebönorna. Gustav Pauligs änka Bertha Paulig började sköta företaget efter Gustav Pauligs död år 1907. Bertha Paulig lät bygga företagets huvudkontor på Skatudden år 1911. Efter Bertha Paulig tog parets son Eduard Paulig över som företagschef. 
Gustav Paulig var också aktiv i samhällsfrågor. Han var bland annat Tysklands vicekonsul och var medlem i Helsingfors stadsfullmäktige mellan 1894-1899.

### Privatliv
Gustav Paulig gifte sig med Bertha Maria Bonhof år 1876. Paret fick sju barn. År 1877 flyttade familjen Paulig in i Villa Humlevik i Tölö som blev känd för sin trädgård bland stadsborna. År 1931 förlorade familjen villan eftersom arrendeavtalet för tomten avslutades. Familjen flyttade till Munksnäs. År 2022 köpte släkten Paulig villan av Helsingfors stad. 